# Nationalrat der Demokratischen Arabischen Republik Sahara

Flagge der Demokratischen Arabischen Republik Sahara

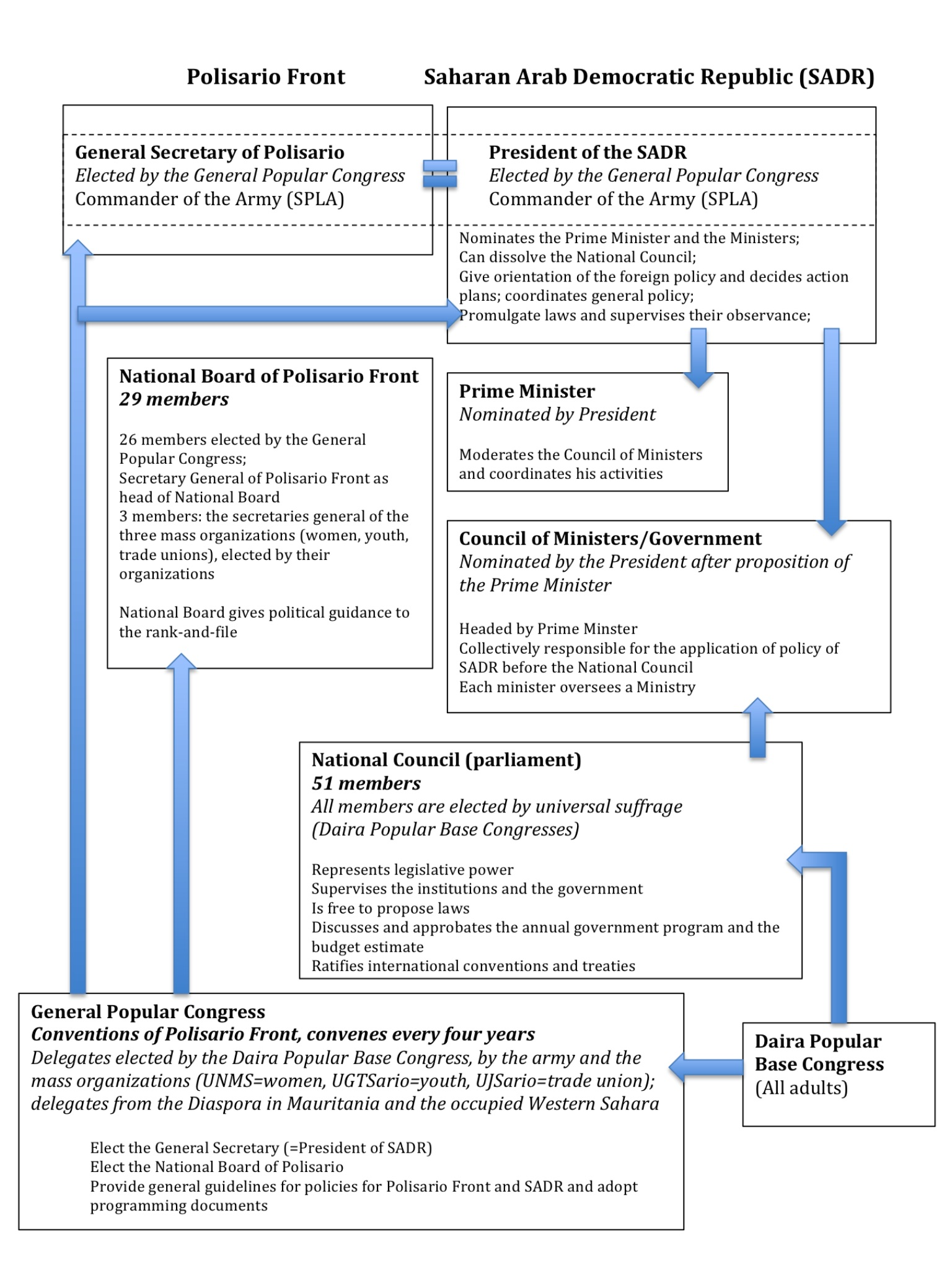
Politisches System der Polisario und DARS

Der Nationalrat der Demokratischen Arabischen Republik Sahara (arabisch المجلس الوطني الصحراوي, DMG al-Maǧlis al-Waṭanī aṣ-Ṣaḥrāwī, spanisch Consejo Nacional Saharaui) ist ein Einkammerparlament mit 52 Abgeordneten und Träger der legislativen Gewalt in der Demokratischen Arabischen Republik Sahara (DARS).
Als die letzten spanischen Truppen die Spanisch-Sahara verlassen hatten, wurde am 27. Februar 1976 von der Frente Polisario die Demokratische Arabische Republik Sahara auf dem Gebiet der Westsahara ausgerufen und der am 28. November 1975 als Interimsparlament gebildete Nationalrat wurde das Parlament der DARS.
Am dritten Allgemeinen Volkskongress der Polisario, im August 1976, wurde die erste Verfassung der DARS angenommen und der erste gewählte Nationalrat formal gebildet.
Wegen der marokkanischen Besatzung der Westsahara seit Ende 1975 befindet sich die Regierung (Exilregierung) der DARS in der algerischen Provinz Tindūf, wo auch die meisten saharauischen Flüchtlinge leben. Sitz des Nationalrates ist aber seit einigen Jahren die provisorische Hauptstadt Tifariti auf dem Gebiet der befreiten, östlichen Westsahara.
Laut der Verfassung soll das heutige Einparteiensystem der Polisario nach der saharauischen Befreiung der Westsahara automatisch aufhören.